# Janeth Jepkosgei
Janeth Jepkosgei (Keiyo, 13 de diciembre de 1983) es una atleta keniana de 800 m lisos. Ha sido campeona del mundo en su especialidad en Osaka 2007, y es conocida como el "Expreso de Eldoret".

## Trayectoria
Inició su carrera en el atletismo desde la escuela primaria en las pruebas de 400 m vallas, salto de altura y salto de longitud, e incluso heptatlón en la secundaria. Para el año 1999, decidió probar suerte en la clasificación nacional para los 400 m vallas en vista del Campeonato Mundial Juvenil de ese año, pero tuvo que cambiar a los 800 m debido a que aquella prueba no estaba programada. Jepkosgei logró clasificar a la justa, pero no llegó a la final.
En 2001 obtuvo una medalla de plata en el Campeonato Júnior de Atletismo de África, y ese mismo año comenzó a entrenarse en el centro de alto rendimiento de Eldoret, Kenia, bajo la dirección de Paul Ereng, campeón olímpico de 800 m en Seúl. Para 2002 conquistó la presea dorada en el Campeonato Mundial Júnior en Kingston, Jamaica. Posteriormente, a pesar de ganar las pruebas clasificatorias a los Juegos Olímpicos de Atenas, no alcanzó el tiempo requerido para la cita, algo que también ocurrió para el Campeonato Mundial de 2005.
La temporada 2006, Jepkosgei triunfó en los Juegos de la Mancomunidad, batiendo a María Mutola. Ese mismo año rebajó las marcas nacionales de Kenia en dos ocasiones (1:57,22 y 1:56,66), la última nuevamente con victoria sobre Mutola, lo cual repitió por tercera vez en el Campeonato Africano. Por estos logros, fue elegida como la deportista del año en Kenia. En 2007, tras romper otra vez la marca nacional en las semifinales, se proclamó campeona del mundo en Osaka (1:56,04).
Para el año 2008, encaró el surgimiento de Pamela Jelimo, quien le derrotó en todas las ocasiones que la enfrentó, especialmente en los Juegos Olímpicos de Pekín, adonde se agenció la medalla de plata (1:56,07). Como dato curioso, fue la misma Janeth quien sugirió a Jelimo, quien corría los 400 m, probar suerte en la prueba de 800 m. El año 2009, Jepkosgei comenzó a entrenarse con su novio Claudio Berardelli. 
Durante el Campeonato Mundial de Berlín, después de sortear una zancadilla en los heats preliminares, logró arribar a la final, pero no pudo revalidar su título mundial ante Caster Semenya, obteniendo medalla de plata (1:57,90). Para 2010, también sufrió otra derrota en el Campeonato Africano de Atletismo en Nairobi (2:00,50), y lo mismo ocurrió como parte del equipo keniano en 4 x 400 m, en esa misma competencia. A pesar de todo, fue una de las ganadoras de la Liga de Diamante de esa temporada.
El año 2011 participó en el Campeonato Mundial de Daegu, y logró la medalla de bronce con un tiempo de 1:57,42.

## Marcas personales
| Prueba    | Tiempo  | Lugar          | Fecha      |
| --------- | ------- | -------------- | ---------- |
| 800 m     | 1:56,04 | Osaka (JPN)    | 28/08/2007 |
| 1000 m    | 2:37,98 | Rovereto (ITA) | 28/08/2002 |
| 1500 m    | 4:04,17 | Zúrich (SUI)   | 19/08/2010 |
| Milla     | 4:28,72 | Rieti (ITA)    | 07/09/2008 |
| 4 x 400 m | 3:35,12 | Nairobi (KEN)  | 01/08/2008 |